# Jutta von Sangerhausen

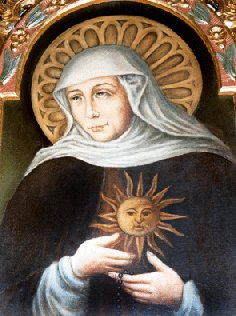
Jutta von Sangerhausen

Jutta von Sangerhausen (* um 1200; † 5. Mai 1260 in Culmsee) war eine Wohltäterin und Einsiedlerin.
Jutta von Sangerhausen lebte nach dem Tod ihres Mannes im Umfeld der Ulrichkirche von Sangerhausen. Sie widmete sich der Krankenpflege nach dem Vorbild der Elisabeth von Thüringen und stand in Verbindung mit Mechthild von Magdeburg. Jutta wollte ein Leben in der Nachfolge Christi in apostolischer Armut führen, jedoch ohne in einen Orden einzutreten. Sie entschloss sich dann, mit ihrem Verwandten Anno von Sangerhausen, dem Hochmeister des Deutschen Ordens, in das Deutschordensgebiet in der Gegend von Culmsee in Preußen zu gehen. 1256 stiftete sie die St.-Georgs-Kirche.
Dort ließ Jutta sich in Bildschön – dem heutigen Bielczyny – als Einsiedlerin nieder. An der Domkirche von Culmsee traf sie auf ihren Förderer und Beichtvater, Johannes Lobedau. Dessen Nachfolger, der Provinzial der Dominikaner Heidenreich von Kulm, ließ Jutta auf ihren Wunsch hin in der im Bau befindlichen Basilika Heilige Dreifaltigkeit in Culmsee bestatten.
Das Verfahren der Heiligsprechung Juttas durch den Ortsbischof wurde bereits 15 Jahre nach ihrem Tod durchgeführt. Zur Heiligsprechung in Rom kam es nicht, deshalb gilt sie als selig. Der 5. Mai ist ihr katholischer Gedenktag.
In 1520 beschrieb Simon Grunau in seiner Preußen Chronik das Leben der Jutta von Sangerhausen. Er bezeichnet Carolo Karl von Sangerhausen als ihren verstorbenen Mann, und (H)anno als einen derer Söhne, der seine Mutter nach Colmensee in Preußen mitnahm.
1605/09 schrieb erstmals ein polnischer Schreiber Martin Baronius, Priester aus Jarosław, über Jutta von Pruthenia und erklärte sie als Haec nata in Prussia anno domini 1220 in Preußen geboren, aus einer thüringischen Familie stammend und mit Johann Konopacki, libero baroni in Bielczany verheiratet.
Als 1637 ihre Gebeine gehoben werden sollten, waren sie verschollen, die Jutta-Kapelle aber ist bis heute erhalten. Bildschön wurde bald schon Ziel von Wallfahrern.
In Sangerhausen erinnert seit 2003 der Jutta-von-Sangerhausen-Platz und seit 2010 eine Skulptur von Heinrich Apel in der Ulrichkirche an sie. Die Neuzüchtung einer Strauchrose wurde 2003 auf den Namen „Jutta von Sangerhausen“ getauft. Im Jahr 2009 kam es in Sangerhausen zur Gründung des Jutta von Sangerhausen e.V.  Am 2. Mai 2010 wurde die katholische Pfarrei unter dem Namen Pfarrei St. Jutta errichtet.